# South Park: Bigger, Longer & Uncut
South Park: Bigger, Longer & Uncut er en Oscar-nomineret satirisk komedie/musical-animationsfilm fra 1999, baseret på tv-serien om de fire drenge fra South Park. Filmen er lavet af Trey Parker og Matt Stone, der også står bag tv-serien. Filmen parodierer animerede Disney film som f.eks. Skønheden og Udyret og Broadway-musicalen Les Misérables. Sangen "Blame Canada" blev nomineret til en Oscar og sangen "Uncle Fucka" vandt en MTV Movie Award for Bedste musikalske præstation. Den blev produceret af Paramount Pictures i samarbejde med Comedy Central, men blev udgivet af Warner Bros. Pictures udenfor USA.

## Handling
Stan, Kyle, Cartman og Kenny sniger sig ind i en biograf for at se den nye canadiske film Terrance and Phillip, Asses on Fire. Filmen indeholder så mange bandeord at det påvirker drengene så meget, at det forandrer deres ordforråd fuldstændigt. Dette fører til at mødrene i South Park, med Kyles mor Sheila Broflovski i spidsen, gør alt for at få filmen bandlyst. Mens mødrene i South Park forbedrer sig på krig, vender drengene tilbage til biografsalen for at se filmen igen. Efter at have set filmen igen bestemmer Cartman og Kenny sig for at vædde om det er muligt at tænde ild til sine egen prutter. Kenny bestemmer sig for at prøve, men ender med at brænde sig selv op. Da han var gået ind for at se filmen, i stedet for at gå i kirke, bliver han sendt ned til helvede, hvor han møder Satan og Saddam Hussein. I byen danner Sheila Broflovski organisationen ”Mothers Against Canada” (MAC) og kidnapper Terrance og Phillip. Canada svarer med at bombe Baldwin-brødrenes hus. USA erklærer krig mod Canada, hvilket giver Satan og Saddam Hussein en mulighed for overtage jordkloden.

## Stemmer

### Hovedstemmer
- Trey Parker – Eric Cartman / Stan Marsh / Satan / Clyde Donovan / Mr. Garrison / Phillip Niles Argyle / Randy Marsh / Mr. Mackey / Ned Gerblanski / Army General / Tom – News Reporter / Midget In A Bikini / Ticket Taker / Canadian Ambassador / Bombardiers / Gregory (snakking) / Bill Clinton / + flere
- Matt Stone – Kyle Broflovski / Kenny McCormick / Saddam Hussein / Terrance Henry Stoot / Big Gay Al / Jimbo Kearn / Gerald Broflovski / Bill Gates / + flere
- Mary Kay Bergman – Liane Cartman / Sheila Broflovski / Carol McCormick / Sharon Marsh / Wendy Testaburger / Shelly Marsh / Clitoris / + flere
- Isaac Hayes – Chef
- Jesse Howell / Anthony Cross-Thomas / Franchesca Clifford – Ike Broflovski

### Gæstestemmer
- George Clooney – Dr. Gouache
- Brent Spiner – Conan O'Brien
- Minnie Driver – Brooke Shields
- Dave Foley – Baldwin brødrerne
- Eric Idle – Dr. Vosknocker
- Howard McGillin – Gregory (sanger)
- Mike Judge – Kenny's adjø

### Ekstrastemmer
- Bruce Howell – Mand i biografen
- Deb Adair – Dame i biografen
- Jennifer Howell – Bebe Stevens
- Toddy Walters – Winona Ryder
- Nick Rhodes – Canadisk pilot
- Stewart Copeland – Amerikansk soldat
- Stanley G. Sawicki – Amerikansk soldat